# Teatro Colón (Lima)
El Teatro Colón era uno de los principales teatros de la ciudad de Lima. Se ubica en pleno centro histórico de la ciudad de Lima, capital del Perú. El teatro pertenecía a Teatros y Cinemas Ltda. Se inició su construcción en 1911, siendo el 18 de enero de 1914 inaugurado. El teatro cayó en desuso a inicios del 2000.

## Historia
Anterior al teatro, se tiene conocimiento que el terreno perteneció a un hombre llamado José Manuel Alejo de Hurtado, a mediados del siglo XIX. El predio tendría diversos dueños hasta que fue adquirido por la empresa Teatros y Cinemas Ltda., en el año de 1911. Es así que, se inicia con la construcción del teatro a manos del arquitecto de origen francés, Claude Sahut (diseñador y constructor de diversas obras en Lima a lo largo de la década de 1910 y 1920). 
Concluido el trabajo en 1914, el Teatro Colón es inaugurado con la obra «Los Fantoches», puesta en escena de la Compañía de Teatro "Fabregas". Es así como el teatro ofrece, a lo largo de sus primeros años, distintos espectáculos y actuaciones de pequeñas compañías teatrales tanto nacionales como extranjeras. Sin embargo, es a partir de 1921 que inicia con la proyección de películas, dejando poco a poco de lado su aspecto teatral para, finalmente en el año 1927, dedicarse exclusivamente a la reproducción cinematográfica.
En 1936, el teatro inicia con un proceso de remodelación: Al interior, se eliminan los palcos independientes ubicados en la primera planta circundando la platea y los palcos altos ubicados sobre ellos en el segundo nivel; se erradica la cúpula y se le añade un piso más a la estructura. Todo ello con la finalidad de adecuarlo a su nuevo rol como sala de cine y de mostrar un aspecto más armónico con el resto de estructuras circundantes.
En 1972, el Gobierno Revolucionario de la Fuerza Armada del general Juan Velasco Alvarado encargó la expropiación del recinto. Posteriormente, lo declaró Monumento Nacional, con lo que pasó a formar parte del Patrimonio Cultural Inmueble de la Nación.
Para los años 1980 y 1990, el Teatro Colón se convierte en un espacio dedicado a la proyección del cine para adultos, así como otros de los espacios particulares de cine y teatro en Lima, ello debido tanto a la crisis económica como a la decadencia de los espacios culturales en sí.
Finalmente, en el año 2000 las autoridades decidieron clausurar el espacio alegando que "afectaba el ornato de la ciudad y el mantenimiento de las buenas costumbres". Sin embargo, la medida fue desacatada por los propietarios, por lo que la Municipalidad de Lima tapió las puertas e instalaciones.
En el año 2004, el Teatro Colón fue subastado por el Servicio de Administración Tributaria. El postor ganador de la subasta del Colón fue el empresario Juan Carlos Chamorro, quien al poco tiempo declaró que planeaba remodelarlo, sin descartar la idea de convertirlo en un centro cultural. De ahí que naciera la ONG "Proyecto Cultural Teatro Colón", con el propósito de captar fondos para la recuperación del monumento. En junio del 2005, el Ministerio de Cultura. por medio de la Resolución Directoral N° 058, aprobó el anteproyecto presentado por el nuevo propietario para rehabilitarlo, cuyo proyecto debía considerar la evaluación de los aspectos ornamentales y estructurales del inmueble a intervenir.

## Arquitectura

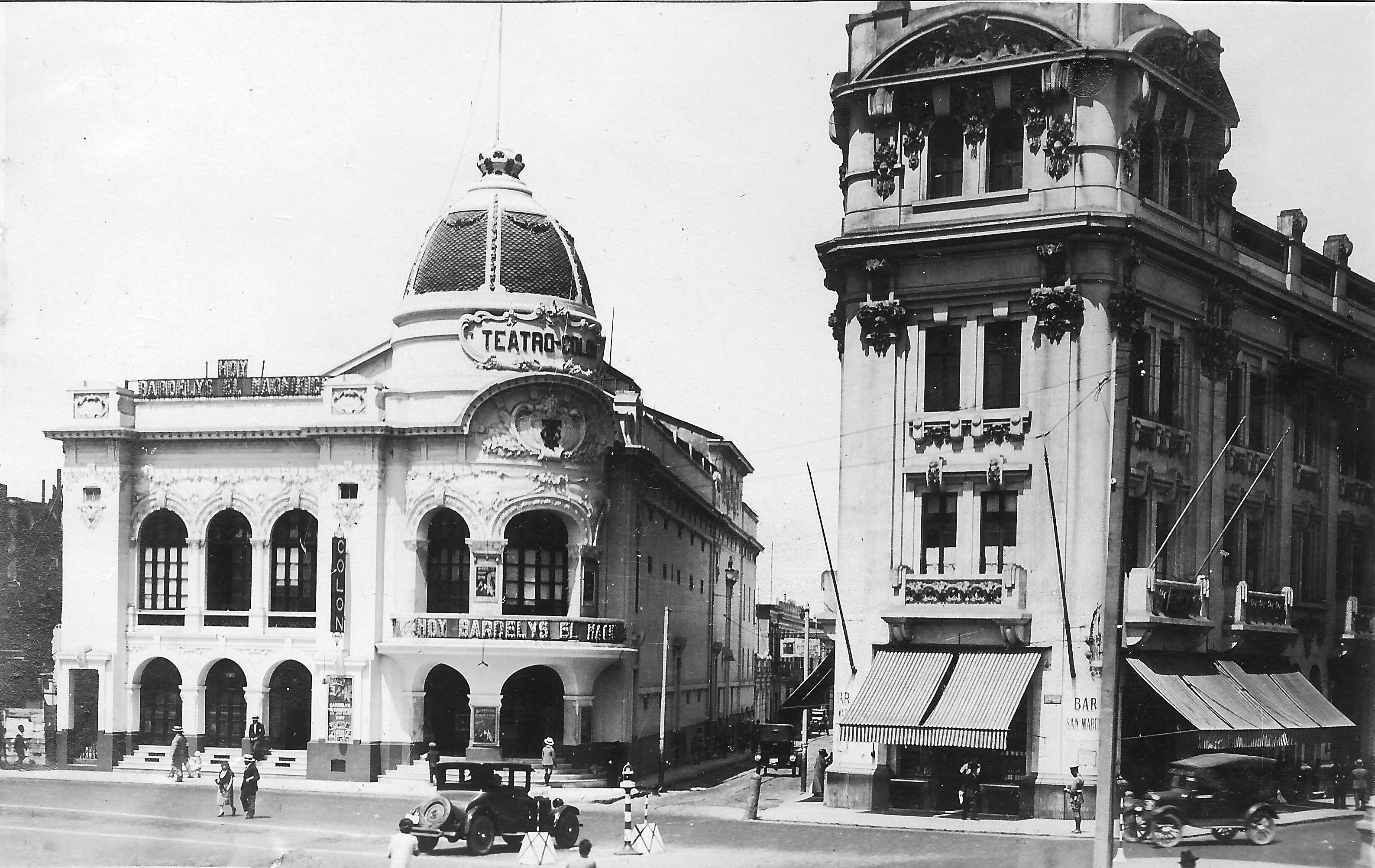
Vista de la arquitectura original del Teatro Colón. A la derecha se puede apreciar al Edificio Giacoletti.

Al día siguiente de que el Teatro Colón fuera inaugurado, el diario El Comercio publicó una reseña acerca del episodio y de las características del recinto:

«Anoche, la Sala del Colón presentaba un hermoso golpe de vista: totalmente ocupada, en todas sus diversas secciones: la sala es pequeña, pero elegante, su decorado es sencillo y artístico, su forma graciosa y alegre su aspecto. Y como la Sala, es todo el Teatro; su fachada se destaca en líneas suaves; sus escaleras amplias y el hall alto, cómodo y alegre con una hermosa vista sobre la Plaza Zela (actualmente desaparecida). El Arquitecto Sr. Claude Sahut, autor de la obra, puede considerarse satisfecho pues ha sacado de un terreno, en verdad reducido, un edificio elegante, que es un adorno de la capital.»

En la actualidad, el edificio se encuentra ubicado frente a la Plaza San Martín en el Jirón de la Unión, entre el Edificio Giacoletti y el Club Nacional.
En su época de mayor esplendor, el Colón contaba con un aforo para 940 personas, distribuidos de la siguiente forma:
- Platea: 305 butacas
- Galería: 400 butacas
- Palcos: 217 butacas
- Balcón: 18 butacas